# Suriyothai

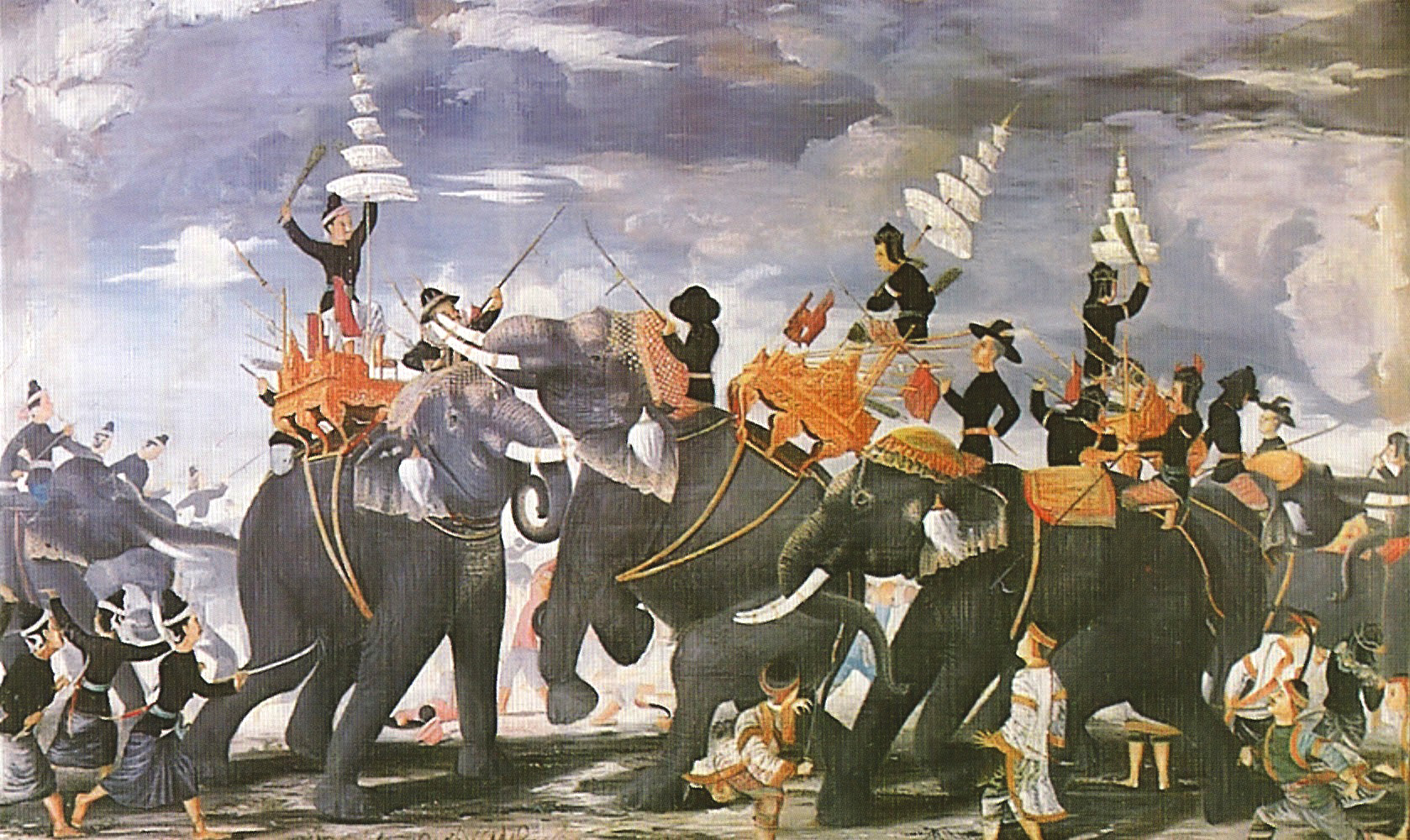
Suriyothai auf ihrem Kriegselefanten (Mitte), zwischen ihrem Gatten Chakkraphat (rechts) und dem Vizekönig von Prome (links). Gemälde von Prinz Naris, 1887.

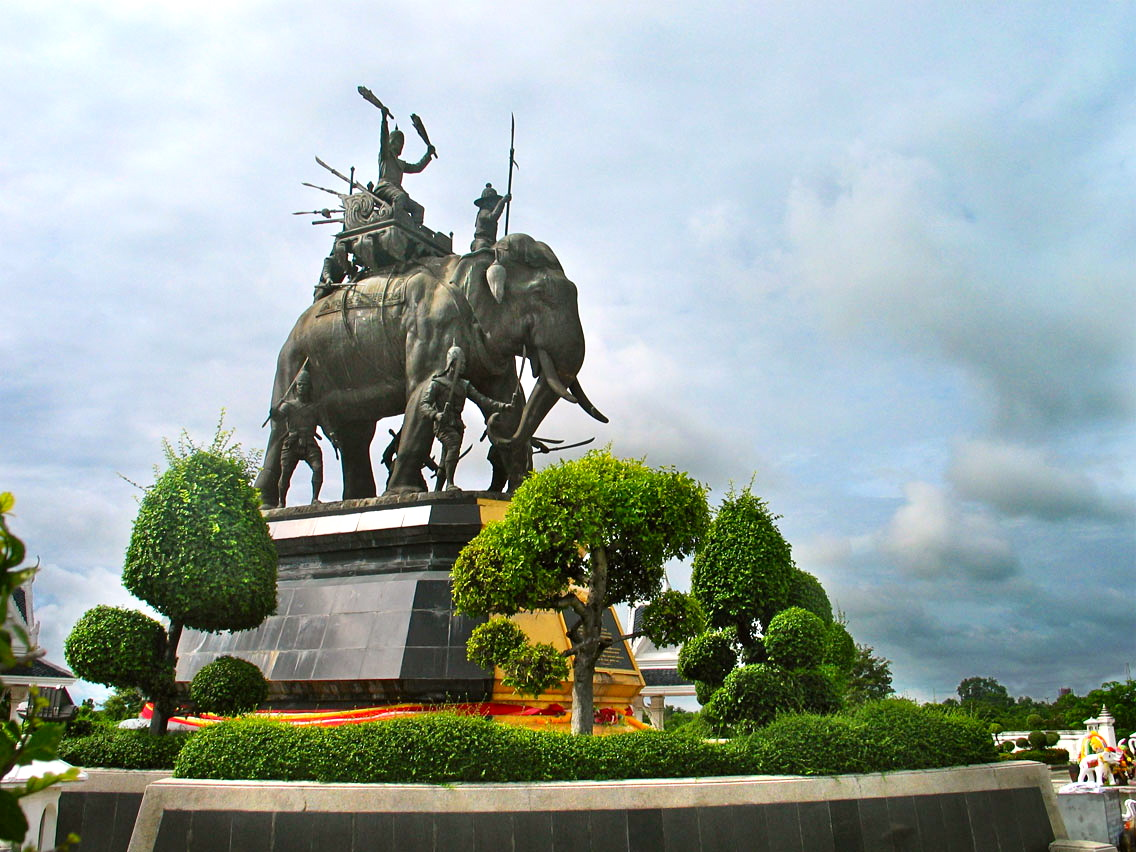
Denkmal für Königin Suriyothai, nordwestlich von Ayutthaya. Die Königin sitzt dabei nicht auf dem Howdah, sondern im Nacken des Elefanten.

Somdet Phra Si Suriyothai (thailändisch สมเด็จพระศรีสุริโยทัย, auch Sri Suriyothai oder kurz Suriyothai) war eine Königin des Königreichs Ayutthaya (Siam, heute Thailand) im 16. Jahrhundert. Sie ist dafür bekannt, dass sie in einer Schlacht während des Siamesisch-Birmanischen Krieges 1548–1549 getötet wurde, als sie ihren königlichen Gemahl Maha Chakkraphat verteidigen wollte.
Knapp sechs Monate nach der Thronbesteigung von Chakkraphat drang König Tabinshwehti, der Begründer der birmanischen  Taungu-Dynastie, nach Siam ein, um die Hauptstadt Ayutthaya zu erobern. Der König leitete die Verteidigungsschlacht persönlich von seinem Kriegselefanten aus, Frauen durften an den Kämpfen nicht teilnehmen. Dennoch konnte sich Suriyothai in Verkleidung unter die Soldaten mischen, um ihren Gatten auf ihrem eigenen Elefanten zu beschützen. Während der Schlacht stürzte der Elefant des Königs schwer verwundet, der König war somit in tödlicher Gefahr. Suriyothai drang mit ihrem Elefanten vor, um ihren Gatten zu schützen, dabei wurde sie selbst durch einen Sensenstreich tödlich verletzt.
Im Andenken an diese Tat ließ Chakkraphat 1548 am Ufer des Mae Nam Chao Phraya (Chao-Phraya-Fluss) einen Chedi für seine verstorbene Frau errichten, den Phra Chedi Sisuriyothai (เจดีย์ ศรีสุริโยทัย). Der Chedi steht heute auf dem Grund des Wat Suanluang Sopsawan an dem Platz, an dem Suriyothai eingeäschert wurde. Zu Chakkraphats Zeit war dies der königliche Garten (Suan Luang).
Nordwestlich von Ayutthaya in der Nähe des Wat Phu Khao Thong ist kürzlich ein Gedenkpark eröffnet worden, der „Queen Suriyothai Memorial Park“ (พระราชานุสาวรีย์ สมเด็จพระสุริโยทัย). Hier steht eine große Statue der Königin auf ihrem Kriegselefanten inmitten von Grünflächen und Teichen.
2001 drehte Chatrichalerm Yukol den Film Die Legende der Suriyothai, den Königin Sirikit finanzierte.